# Religiös lag
Alla de stora världsreligionerna har formulerat religiösa lagar för hur de troende skall leva. Lagarna förmedlas via en utsändning från Gud (de stora profeterna, Guds budbärare). De andliga lagarna är de samma för alla religioner, men de sociala lagarna ändras och anpassas från tid till tid.
I religiös mening kan man tänka sig lagen som en ordnande princip av verkligheten: kunskap uppenbarad av Gud för att definiera och regera mänskliga angelägenheter. Den religiösa lagen inkluderar kodex för etiska och moraliska levnadsregler. Exempel är hinduiska lagen, islamiska lagen, moselagen och bahá'ílagen.
Vissa religioner, såsom zoroastrismen, saknar lagar och rymmer bara allmänna etiska föreskrifter eftersom Zarathustra inte förmedlade någon lag.

## Etablerade religioner
Statskyrkor och liknande etablerade trossamfund är grenar under de myndigheter som etablerade dem. Det betyder att de opererar egna lagliga system eller spelar en roll i de lagliga system till dessa myndigheter. Den kanoniska lagen är en form av lagligt system: den var administrerad av religiösa domstolar. 
I kristendomen ser man på lagen i kontrast till nåd; kontrasten här talar om att uppnå frälsning i lydnad till lagens kodex, i motsats till att söka frälsning genom tro på Jesu försoning på korset.
Muslimska samfund har traditionellt betraktad islamisk lag som viktigt för deras religiösa sätt att se på omvärlden. Traditionell islamisk lag kallas Shariah (شريعة). Likt övriga religiösa kulturer, klassificerar man ingen skillnad mellan religiöst och världsligt liv. Koranen är den främsta källan till islamisk rättsvetenskap; den andra är Sunnah (Profetens sedvana och berättelser från Hans liv). Sunnah i sig själv är ingen text lik Koranen, men är utdrag av analyser från Hadithtexter (Arab. rapport) som innehåller berättelser från Profetens talesätt, dygder och handlingar.
Bahá'ílagen, nerskriven i Kitáb-i-Aqdas innehåller kodex för individen, samfundet och för ett framtida rättvist samhälle baserad på andliga värderingar.